# Canton de Pleslin-Trigavou
Le canton de Pleslin-Trigavou est une circonscription électorale française du département des Côtes-d'Armor.

## Histoire
Un nouveau découpage territorial des Côtes-d'Armor entre en vigueur à l'occasion des élections départementales de mars 2015, défini par le décret du 13 février 2014, en application des lois du 17 mai 2013 (loi organique 2013-402 et loi 2013-403). Les conseillers départementaux sont, à compter de ces élections, élus au scrutin majoritaire binominal mixte. Les électeurs de chaque canton élisent au Conseil départemental, nouvelle appellation du Conseil général, deux membres de sexe différent, qui se présentent en binôme de candidats. Les conseillers départementaux sont élus pour 6 ans au scrutin binominal majoritaire à deux tours, l'accès au second tour nécessitant 12,5 % des inscrits au 1er tour. En outre la totalité des conseillers départementaux est renouvelée. Ce nouveau mode de scrutin nécessite un redécoupage des cantons dont le nombre est divisé par deux avec arrondi à l'unité impaire supérieure si ce nombre n'est pas entier impair, assorti de conditions de seuils minimaux. Dans les Côtes-d'Armor, le nombre de cantons passe ainsi de 52 à 27.
Le canton de Pleslin-Trigavou est formé de communes des cantons de Ploubalay (7 communes), de Dinan-Ouest (3 communes) et de Dinan-Est (1 commune). Il est entièrement inclus dans l'arrondissement de Dinan. Le bureau centralisateur est situé à Pleslin-Trigavou.

## Représentation
| Période élective | Période élective | Mandat | Mandat   | Identité          | Nuance | Nuance | Qualité |
| ---------------- | ---------------- | ------ | -------- | ----------------- | ------ | ------ | --- |
| 2015             | 2021             | 2015   | 2021     | Françoise Bichon  |        | DVD    | Assistante commerciale, conseillère municipale (opposition) de Pleslin-Trigavou depuis 2020                                    |
| 2015             | 2021             | 2015   | 2021     | Eugène Caro       |        | DVD    | Chef d'entreprise Maire de Ploubalay (2014-2016) Maire de Beaussais-sur-Mer (depuis 2017)                                      |
| 2021             | 2028             | 2021   | en cours | Solenn Meslay     |        | DVG    | Thanatopracteur, adjointe au maire de Plouër 6e vice-présidente déléguée à la Vie associative et aux Relations internationales |
| 2021             | 2028             | 2021   | en cours | Thierry Orveillon |        | DVG    | Ancien directeur général du Crédit maritime en reconversion professionnelle, maire de Pleslin-Trigavou                         |

### Résultats détaillés

#### Élections de mars 2015
À l'issue du 1er tour des élections départementales de 2015, deux binômes sont en ballottage : Françoise Bichon et Eugène Caro (DVD, 35,03 %) et Raymond Armange et Hélène Coz (PS, 31,79 %). Le taux de participation est de 57,06 % (8 010 votants sur 14 037 inscrits) contre 56,24 % au niveau départementalet 50,17 % au niveau national.
Au second tour, Françoise Bichon et Eugène Caro (DVD) sont élus avec 53,95 % des suffrages exprimés et un taux de participation de 56,91 % (3 912 voix pour 7 987 votants et 14 034 inscrits).

#### Élections de juin 2021
Le premier tour des élections départementales de 2021 est marqué par un très faible taux de participation (33,26 % au niveau national). Dans le canton de Pleslin-Trigavou, ce taux de participation est de 39,76 % (6 194 votants sur 15 578 inscrits) contre 39,37 % au niveau départemental. À l'issue de ce premier tour, deux binômes sont en ballottage : Solenn Meslay et Thierry Orveillon (DVG, 48,86 %) et Françoise Bichon et Eugène Caro (DVD, 35,6 %).
Le second tour des élections est marqué une nouvelle fois par une abstention massive équivalente au premier tour. Les taux de participation sont de 34,3 % au niveau national, 40,31 % dans le département et 42,17 % dans le canton de Pleslin-Trigavou. Solenn Meslay et Thierry Orveillon (DVG) sont élus avec 53,92 % des suffrages exprimés (3 341 voix pour 6 574 votants et 15 591 inscrits),,.

## Composition
Lors de création, le canton de Pleslin-Trigavou comprenait 11 communes entières.
À la suite de la fusion, au 1er janvier 2017, de Plessix-Balisson, Ploubalay et Trégon pour former la commune de Beaussais-sur-Mer, il est désormais composé de neuf communes.
| Nom                                      | Code Insee | Intercommunalité       | Superficie (km2) | Population (dernière pop. légale) | Densité (hab./km2) | Modifier                                    |
| ---------------------------------------- | ---------- | ---------------------- | ---------------- | --------------------------------- | ------------------ | ------------------------------------------- |
| Pleslin-Trigavou (bureau centralisateur) | 22190      | CA Dinan Agglomération | 21,80            | 4 043 (2022)                      | 185                | modifier les données · modifier les données |
| Beaussais-sur-Mer                        | 22209      | CA Dinan Agglomération | 41,65            | 4 379 (2022)                      | 105                | modifier les données · modifier les données |
| Lancieux                                 | 22094      | CC Côte d'Émeraude     | 6,69             | 1 602 (2022)                      | 239                | modifier les données · modifier les données |
| Langrolay-sur-Rance                      | 22103      | CA Dinan Agglomération | 5,28             | 992 (2022)                        | 188                | modifier les données · modifier les données |
| Plouër-sur-Rance                         | 22213      | CA Dinan Agglomération | 19,89            | 3 423 (2022)                      | 172                | modifier les données · modifier les données |
| Saint-Samson-sur-Rance                   | 22327      | CA Dinan Agglomération | 6,27             | 1 630 (2022)                      | 260                | modifier les données · modifier les données |
| Taden                                    | 22339      | CA Dinan Agglomération | 20,13            | 2 599 (2022)                      | 129                | modifier les données · modifier les données |
| Tréméreuc                                | 22368      | CC Côte d'Émeraude     | 4,15             | 728 (2022)                        | 175                | modifier les données · modifier les données |
| La Vicomté-sur-Rance                     | 22385      | CA Dinan Agglomération | 4,57             | 1 142 (2022)                      | 250                | modifier les données · modifier les données |
| Canton de Pleslin-Trigavou               | 2219       |                        | 130,43           | 20 538 (2022)                     | 157                | modifier les données                        |

## Démographie
En 2022, le canton comptait 20 538 habitants, en évolution de +8,81 % par rapport à 2016 (Côtes-d'Armor : +1,78 %, France hors Mayotte : +2,11 %).
| 2013   | 2018   | 2022   |
| ------ | ------ | ------ |
| 18 089 | 19 242 | 20 538 |